# Emilio Adolfo Westphalen
Emilio Adolfo Westphalen Milano (Lima, Peru, 15 de julho de 1911 - 17 de agosto de 2001) foi um poeta, ensaísta e agitador cultural peruano, influenciado pelo movimento surrealista. Em 1935, promoveu, juntamente com o pintor e poeta César Moro a primeira exposição de arte surrealista em Lima.

## Obra

### Poesia
- Las ínsulas extrañas (1933)
- Abolición de la muerte (1935)
- Balanza exacta (1938)
- Otra imagen deleznable (1980)
- Arriba bajo el cielo (1982)
- Máximas y mínimas de sapiencia pedestre (1982)
- Nueva serie (1984)
- Belleza de una espada clavada en la lengua (1986)
- Ha vuelto la diosa ambarina (1988)
- Bajo las zarpas de la Quimera (1991)
- Falsos rituales y otras patrañas (1999)
- Poesía completa y ensayos escogidos (2004)
- Simulacro de sortilegios, antología poética (2009)

### Ensaios
- La poesía los poemas los poetas (1995)
- Escritos varios sobre arte y poesía (1996)